# Feliks Bednarski
Feliks Bednarski, imię chrzestne Wojciech (ur. 29 października 1911 w Przedrzymichach Małych, zm. 1 lutego 2006 w Krakowie) – polski teolog katolicki, dominikanin, profesor Katolickiego Uniwersytetu Lubelskiego i Papieskiego Uniwersytetu Św. Tomasza z Akwinu w Rzymie.

## Życiorys
Pochodził z rodziny rolniczej, był synem Pawła i Barbary z Benowskich. Uczęszczał do Państwowego Gimnazjum im. Hetmana Stanisława Żółkiewskiego w Żółkwi. W 1927 po V klasie gimnazjum wstąpił w Krakowie do zakonu dominikanów. Pierwsze śluby zakonne złożył 25 września 1928, śluby wieczyste 26 września 1932. Już jako zakonnik dokończył naukę gimnazjalną (w krakowskim Gimnazjum im. Henryka Sienkiewicza), maturę zdał w 1931. W 1937 uzyskał dyplom magistra teologii na Wydziale Teologicznym Uniwersytetu Jana Kazimierza we Lwowie. 29 czerwca 1936 przyjął święcenia kapłańskie. Po obronie dyplomu wyjechał na dalsze studia do Rzymu. Na Uniwersytecie Św. Tomasza z Akwinu (Angelicum) uzyskał licencjat (1938) i doktorat teologii (4 lipca 1939, rozprawa Doctrina S. Thomae Aquinatis de propassionibus Christi). Dyplom doktorski nostryfikował w Polsce na Uniwersytecie Jagiellońskim.

## Działalność
Podjęte starania o habilitację przerwał wybuch II wojny światowej. W latach 1939–1941 przebywał we Lwowie, gdzie pracował jako katecheta i kapelan w szpitalu wojskowym. W latach 1941–1943 w Żółkwi uczestniczył w tajnym nauczaniu religii i filozofii. Konspiracyjną pracę pedagogiczną prowadził także po przyjeździe do Krakowa w 1943 (m.in. wspólnie ze Stefanem Swieżawskim). Od 1945 uczył filozofii w Gimnazjum i Liceum św. Jacka w Krakowie. W latach 1945–1949 pełnił funkcję naczelnego kapelana ZHP w archidiecezji krakowskiej; z harcerstwem był związany od lat gimnazjalnych w Żółkwi.
W 1949 został mianowany profesorem i kierownikiem Katedry Etyki na Wydziale Filozoficznym Katolickiego Uniwersytetu Lubelskiego. Historię filozofii wykładał w szkole dominikanów w Jarosławiu oraz w Seminarium Duchownym w Lublinie. We wrześniu 1954 habilitował się na podstawie pracy Metoda etyki wychowawczej w świetle epistemologicznych zasad św. Tomasza z Akwinu (praca została opublikowana pod zmienionym tytułem Przedmiot etyki w świetle zasad św. Tomasza z Akwinu). W czerwcu 1957 otrzymał tytuł docenta. W tym samym roku zakończył pracę na KUL; już w październiku 1956 został wysłany przez generała zakonu do Rzymu i powołany na profesora teologii moralnej na Wydziale Teologicznym Papieskiego Uniwersytetu Św. Tomasza z Akwinu.
Wykłady na Papieskim Uniwersytecie prowadził do 1986. W maju 1959 otrzymał najwyższy zakonny tytuł naukowy (magister św. teologii). W październiku 1961 został powołany na konsultora Papieskiej Komisji Kościołów Wschodnich i brał udział w pracach przygotowawczych Soboru Watykańskiego II. Był członkiem zespołu ekspertów soboru. Na samym Soborze pełnił funkcję rzeczoznawcy i doradcy Komisji ds. Seminariów, Studiów i Wychowania Chrześcijańskiego. Brał m.in. udział w pracach nad Dekretem o formacji kapłańskiej (Optatam Totius) i Deklaracją o wychowaniu chrześcijańskim (Gravissimum educationis). Później pracował w Kongregacji Nauki Wiary.
Pełnił funkcję sekretarza generalnego komisji ds. rzymskich obchodów tysiąclecia chrztu Polski, współpracował z biskupem Józefem Gawliną. Od 1979 był głównym postulatorem procesu beatyfikacyjnego królowej Jadwigi. Wielokrotnie spotykał się z Janem Pawłem II (także przed jego wyborem na papieża), który nazywał go "swoim szanownym poprzednikiem na katedrze etyki w Lublinie". Udzielał się jako spowiednik w rzymskiej bazylice S. Maria Maggiore. Wspierał polskie harcerstwo za granicą jako kapelan i instruktor. W 1971 był w gronie założycieli Towarzystwa Przyjaciół Teologii i Filozofii Chrześcijańskiej i zajmował się redakcją biuletynu Towarzystwa. W grudniu 1975 otrzymał przyznany przez Pawła VI medal jubileuszowy z okazji Roku Wiary.
W październiku 1993 powrócił do Polski. Ostatnie lata życia spędził w Krakowie, gdzie działał jako spowiednik, kapelan, duszpasterz harcerski. W czerwcu 1994 odebrał doktorat honoris causa Akademii Teologii Katolickiej.